# Otto Rückert
Otto Rückert (* 21. Oktober 1927 in Wittenberg, Kreis Lauenburg; † 15. Juni 2002 in Cottbus) war ein deutscher Historiker, der sich vor allem mit der deutschen Geschichte im 19. und 20. Jahrhundert beschäftigte.
Otto Rückert wurde als viertes von sieben Kindern eines Landarbeiters geboren und 1944 als 17-Jähriger zur Wehrmacht eingezogen. 1945 geriet er an der Ostfront in sowjetische Kriegsgefangenschaft. 1948 besuchte er die Pädagogische Fachschule Dreißigacker und wurde danach Neulehrer in Ichtershausen und dann Oberschullehrer in Arnstadt. 1953 begann Rückert, mittlerweile SED-Mitglied, ein Geschichtsstudium an der Pädagogischen Hochschule Potsdam und wurde danach dort wissenschaftlicher Assistent. Er promovierte im Juni 1965 bei Walther Eckermann und Fritz Klein mit einer Arbeit Zur Geschichte der Arbeiterbewegung im Reichstagswahlkreis Potsdam-Spandau-Osthavelland (1871–1917). Unter besonderer Berücksichtigung der Tätigkeit Karl Liebknechts. Danach war er wissenschaftlicher Mitarbeiter an der Pädagogischen Hochschule Potsdam und Vorsitzender der Potsdamer Bezirkskommission zur Erforschung der örtlichen Arbeiterbewegung. Die Promotion B erfolgte im Januar 1970 zum Thema Die Pädagogische Hochschule Potsdam. Eine Lehrerbildungsstätte der sozialistischen Deutschen Demokratischen Republik (1948–1956). 1975 wechselte er als Dozent an die Cottbuser Ingenieurschule. Ab 1977 leitete er den Niederlausitzer Arbeitskreis für regionale Forschung beim Rat des Bezirkes Cottbus, den er bis 1992 auch unter dem neuen Namen Niederlausitzer Gesellschaft für Geschichte und Landeskunde leitete. 1978 wurde er zusätzlich Vorsitzender der Kommission zur Erforschung der Geschichte der Arbeiterbewegung bei der Bezirksleitung Cottbus der SED. Beim eigentlich auf vier Bände angelegten Projekt wurden jedoch nur mehrere Broschüren herausgebracht. 1985 wurde Rückert auf eine Professur für Geschichte der deutschen Arbeiterbewegung an der Cottbuser Ingenieurschule berufen.

## Schriften
- Zur Geschichte der Arbeiterbewegung im Reichstagswahlkreis Potsdam-Spandau-Osthavelland. Unter besonderer Berücksichtigung der Tätigkeit Karl Liebknechts. Dissertation, Pädagogische Hochschule Potsdam, Historisch-philologische Fakultät, 24. Juni 1965.
- mit Rudolf Knaack: Dokumente und Materialien zu den sozialen und politischen Verhältnissen in der Provinz Brandenburg von 1871 bis 1917. Institut für Geschichte an der Pädagogischen Hochschule, Potsdam 1968.
- mit Rudolf Knaack: Dokumente und Materialien zu den sozialen und politischen Verhältnissen in der Provinz Brandenburg von 1917 bis 1923. Institut für Geschichte an der Pädagogischen Hochschule, Potsdam 1968.
- Die Pädagogische Hochschule Potsdam. Eine Lehrerbildungsstätte der sozialistischen Deutschen Demokratischen Republik. Habilitationsschrift, Pädagogische Hochschule Potsdam, Historisch-philologische Fakultät, 29. Januar 1970.
- Karl Liebknecht. Führer der Parteiorganisation des Wahlkreises Potsdam-Spandau-Osthavelland. SED-Bezirksleitung, Potsdam 1971.
- Karl Liebknecht – Kampf und Vermächtnis. Zu seinem 100. Geburtstag. SED, Kommission zur Erforschung der Geschichte der örtlichen Arbeiterbewegung, Potsdam 1971.
- Potsdam während der Novemberrevolution. SED-Bezirksleitung, Potsdam 1973.
- Zur Geschichte des ersten Cottbuser Kommunistenprozesses. Komitee der Antifaschistischen Widerstandskämpfer der Deutschen Demokratischen Republik, Kreiskomitee Cottbus-Stadt und -Land, Cottbus.